# خنداب
خنداب (بالفارسية: خنداب) هي مدينة تقع  في محافظة مركزي في إيران. المهنة الرئيسية لسكان هذه المنطقة هي الزراعة والبستنة. يقدر عدد سكانها بـ 6,982 نسمة .